# オダレンゴ・グランデ
オダレンゴ・グランデ（伊: Odalengo Grande）は、イタリア共和国ピエモンテ州アレッサンドリア県にある、人口約400人の基礎自治体（コムーネ）。

## 地理

### 位置・広がり
| 隣接するコムーネは以下の通り。括弧内のATはアスティ県、TOはトリノ県所属を示す。 - チェッリーナ・モンフェッラート - ムリゼンゴ - オダレンゴ・ピッコロ - ロベッラ (AT) - ヴェッルーア・サヴォーイア (TO) - ヴィッラデアーティ - ヴィッラミローリオ |

### 地震分類
イタリアの地震リスク階級 (it) では、4 に分類される
。

## 行政

### 分離集落
オダレンゴ・グランデには、以下の分離集落（フラツィオーネ）がある。
- Sant'Antonio, Cicengo, Vallestura, Pozzo, Torre San Quilico, Frostolo, Casaleggio